# 大阪警備府
大阪警備府（おおさかけいびふ）とは、現在の大阪府大阪市に所在した大日本帝国海軍の商港警備府。
この項では前身の阪神海軍部を含めて記述する。

## 沿革
1940年（昭和15年）3月15日に阪神海軍部令（昭和15年3月9日軍令海第3号）に基づき阪神海軍部が設置された。太平洋戦争が差し迫った1941年（昭和16年）11月20日に商港警備府令（昭和16年11月12日軍令海第21号）に基づき大阪警備府が設置され、阪神海軍部は廃止となった。名称に「警備府」が付くが、同日に警備府令に基づき各地の要港所在の要港部から改組された警備府とは設置根拠が異なる。警備区の防御・警備と開戦に向けた軍事態勢の整備（出師準備）を任務とした。
大阪警備府は太平洋戦争の終結まで存続した。終戦後、1945年（昭和20年）11月30日をもって廃止され、同年12月1日からは第二復員省の大阪地方復員局として兵器の連合国軍への引き渡し事務などを行った。

## 歴代司令長官

### 阪神海軍部長
1. 奥信一 少将：1940年3月15日 -

### 大阪警備府司令長官
1. 小林仁 中将：1941年11月20日 - 1943年3月9日[3]
2. 牧田覚三郎 中将：1943年3月9日[3] - 1944年4月1日[4]
3. 大野一郎 中将：1944年4月1日[4] - 1944年11月1日[5]
4. 岡新 中将：1944年11月1日[5] -